# 拉莫特伯夫龙
拉莫特伯夫龙（法語：Lamotte-Beuvron，法語發音：[lamɔt bøvʁɔ̃]），法国中部城市，中央-卢瓦尔河谷大区卢瓦-谢尔省的一个市镇，隶属于罗莫朗坦-朗特奈区，其市镇面积为23.34平方公里，2022年1月1日时人口数量为4,519人，在法国城市中排名第2,414位。
拉莫特伯夫龙位于卢瓦-谢尔省东部，伯夫龙河畔，莱索布赖—蒙托邦铁路、A71高速公路和多条干线公路在此交汇，是一个区域性的中心城市和交通枢纽。

## 地名来源
“Motte”在法语中意为“城寨城堡”，该名称的词源尚不清楚，此处可能与中世纪时伯夫龙河畔的一处城堡有关。1801年以前，当地的官方名称拼写为“La Motte-Beuvron”。
此外，因翻译标准不同，“Lamotte-Beuvron”在部分汉语资料中被译为含有连字号“-”的拉莫特-伯夫龙。

## 历史

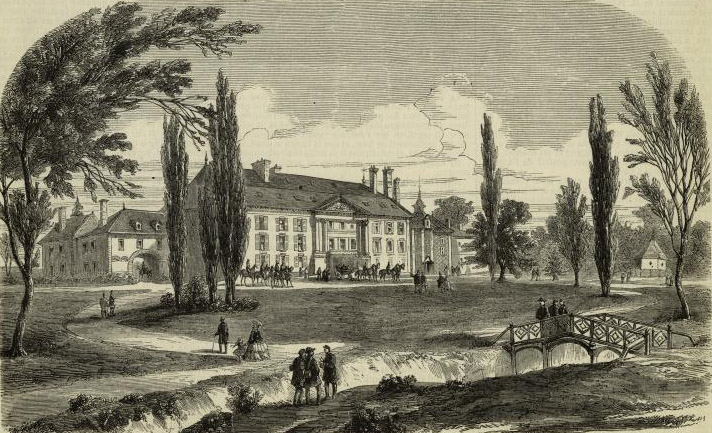
19世纪中期维修中的拉莫特伯夫龙城堡

拉莫特伯夫龙的早期历史尚不清楚，当地在中世纪时曾出现一处军事城堡，其来源尚有待考证。根据当地官方网站的论述，公元14世纪末时，拉莫特伯夫龙的军事城堡被拆除，其原址上新教了一座民用宅邸，彼时，该地为武宗的一部分。1702年，拉莫特伯夫龙从武宗堂区分离，成为一个独立的堂区。法国大革命后，拉莫特伯夫龙成为卢瓦-谢尔省的一个市镇。1806年，波兰政治家塔德乌什·安东尼·莫斯托夫斯基购买了拉莫特伯夫龙城堡，并将其改造成为一处制糖作坊。1852年5月，拿破仑三世买下了拉莫特伯夫龙城堡，并派人在1858至1860年间对城堡进行了大规模的翻新。但由于各种原因，拿破仑三世一生从未到访该城堡，随着帝国的衰败，该城堡长期处于闲置状态。19世纪中后期，连接巴黎和图卢兹之间的铁路和公路相继建成并均从拉莫特伯夫龙经过，拉莫特伯夫龙逐渐代替武宗，成为区域性的商业集镇，其居民数量逐年增加。第二次世界大战期间，拉莫特伯夫龙曾接纳了多名西班牙内战难民。1949年，拉莫特伯夫龙城堡被拆除。1994年，城堡旧址被开辟为马术协会公园。

## 地理

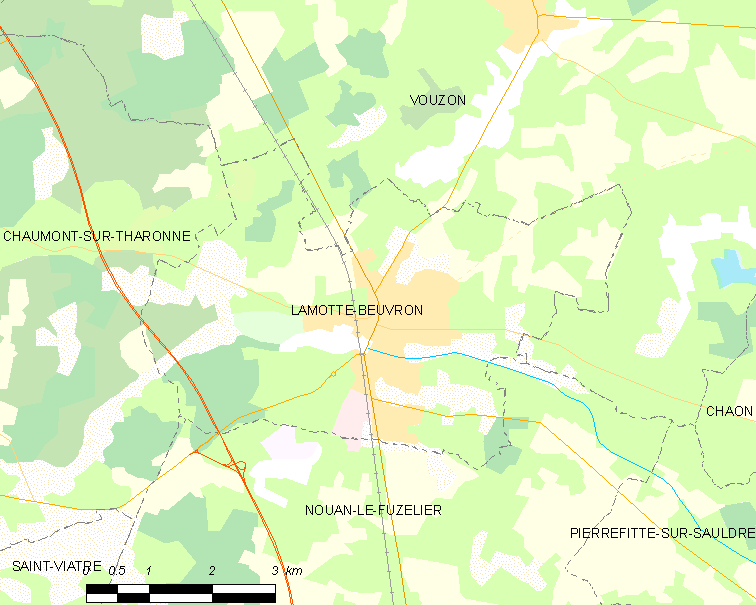
拉莫特伯夫龙市镇范围地图

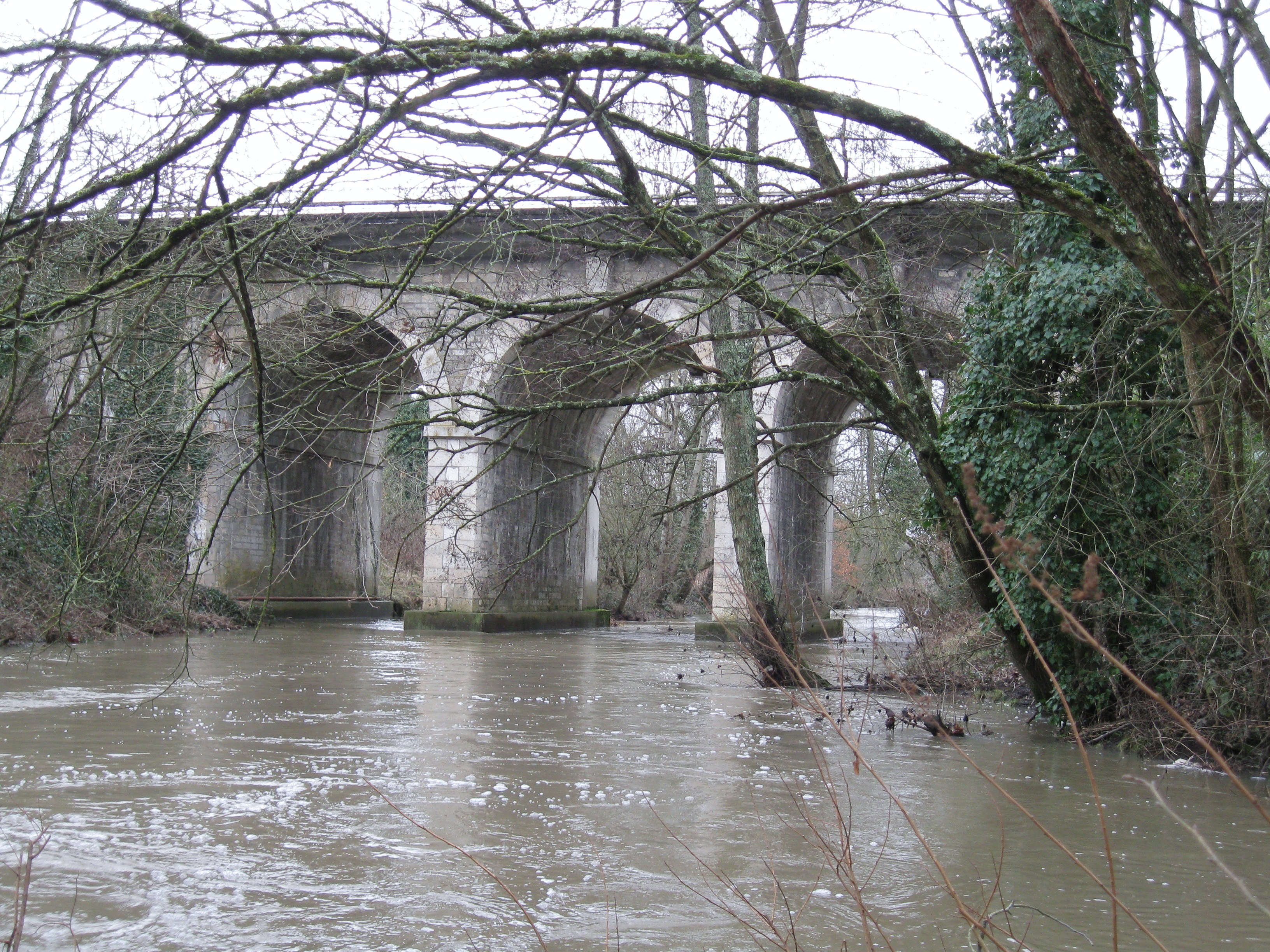
索尔德河铁路桥

拉莫特伯夫龙位于法国中部偏北，中央-卢瓦尔河谷大区中部和卢瓦-谢尔省东部，距离省会布卢瓦大约58公里。与拉莫特伯夫龙接壤的市镇包括：圣欧班堡、武宗、索洛涅地区苏维尼、塔罗讷河畔肖蒙、圣维亚特尔、沙翁、努昂勒菲兹利耶和索尔德河畔皮埃尔菲特。

### 地形
拉莫特伯夫龙位于索洛涅腹地，境内以平原为主，市镇中心地势较为平坦，全境海拔在106到146米之间。

### 水文
拉莫特伯夫龙位于卢瓦尔河流域范围内，伯夫龙河自东向西流经镇中心。人工开凿的索尔德运河自拉莫特伯夫龙镇中心向东延伸。

### 植被
拉莫特伯夫龙属于温带阔叶混交林区，市区四周为广袤的索洛涅森林。
在鲜花城市的评比中，拉莫特伯夫龙被评为2星级鲜花城市。

### 气候
拉莫特伯夫龙在柯本气候分类法中属于温带海洋性气候（Cfb）。
拉莫特伯夫龙境内设有气象站，以下为该气象站的数据（其中日照数据取自普吕尼耶气象站）：
| 拉莫特伯夫龙 1981年－2019年 | 拉莫特伯夫龙 1981年－2019年 | 拉莫特伯夫龙 1981年－2019年 | 拉莫特伯夫龙 1981年－2019年 | 拉莫特伯夫龙 1981年－2019年 | 拉莫特伯夫龙 1981年－2019年 | 拉莫特伯夫龙 1981年－2019年 | 拉莫特伯夫龙 1981年－2019年 | 拉莫特伯夫龙 1981年－2019年 | 拉莫特伯夫龙 1981年－2019年 | 拉莫特伯夫龙 1981年－2019年 | 拉莫特伯夫龙 1981年－2019年 | 拉莫特伯夫龙 1981年－2019年 | 拉莫特伯夫龙 1981年－2019年 |
| 月份                        | 1月                         | 2月                         | 3月                         | 4月                         | 5月                         | 6月                         | 7月                         | 8月                         | 9月                         | 10月                        | 11月                        | 12月                        | 全年                        |
| --------------------------- | --------------------------- | --------------------------- | --------------------------- | --------------------------- | --------------------------- | --------------------------- | --------------------------- | --------------------------- | --------------------------- | --------------------------- | --------------------------- | --------------------------- | --------------------------- |
| 历史最高温 °C（°F）         | 18 (64)                     | 22.5 (72.5)                 | 25.5 (77.9)                 | 31 (88)                     | 34 (93)                     | 37.5 (99.5)                 | 39 (102)                    | 42 (108)                    | 35.5 (95.9)                 | 30.8 (87.4)                 | 23 (73)                     | 20 (68)                     | 42 (108)                    |
| 平均高温 °C（°F）           | 7.5 (45.5)                  | 8.9 (48.0)                  | 13 (55)                     | 16.2 (61.2)                 | 20.3 (68.5)                 | 23.7 (74.7)                 | 26.4 (79.5)                 | 26.2 (79.2)                 | 22.1 (71.8)                 | 17.2 (63.0)                 | 11.2 (52.2)                 | 7.7 (45.9)                  | 16.7 (62.1)                 |
| 日均气温 °C（°F）           | 4.1 (39.4)                  | 4.6 (40.3)                  | 7.7 (45.9)                  | 10.3 (50.5)                 | 14.3 (57.7)                 | 17.5 (63.5)                 | 19.8 (67.6)                 | 19.4 (66.9)                 | 15.8 (60.4)                 | 12.2 (54.0)                 | 7.3 (45.1)                  | 4.6 (40.3)                  | 11.5 (52.7)                 |
| 平均低温 °C（°F）           | 0.7 (33.3)                  | 0.4 (32.7)                  | 2.4 (36.3)                  | 4.4 (39.9)                  | 8.3 (46.9)                  | 11.3 (52.3)                 | 13.1 (55.6)                 | 12.6 (54.7)                 | 9.5 (49.1)                  | 7.1 (44.8)                  | 3.4 (38.1)                  | 1.5 (34.7)                  | 6.2 (43.2)                  |
| 历史最低温 °C（°F）         | −20.5 (−4.9)                | −15 (5)                     | −13 (9)                     | −5.5 (22.1)                 | −2 (28)                     | 0.2 (32.4)                  | 4 (39)                      | 3.5 (38.3)                  | 0 (32)                      | −5.1 (22.8)                 | −12 (10)                    | −14.8 (5.4)                 | −20.5 (−4.9)                |
| 平均降水量 mm（）           | 68.6 (2.70)                 | 58 (2.3)                    | 60.3 (2.37)                 | 60.1 (2.37)                 | 72.2 (2.84)                 | 53.8 (2.12)                 | 58.3 (2.30)                 | 50.5 (1.99)                 | 57.9 (2.28)                 | 74.6 (2.94)                 | 74.4 (2.93)                 | 78 (3.1)                    | 766.7 (30.19)               |
| 月均日照時數                | 64                          | 84.7                        | 142.9                       | 171.8                       | 197.6                       | 213.9                       | 229.8                       | 225.1                       | 180.9                       | 115.6                       | 67.1                        | 50.4                        | 1,743.8                     |
| 来源：infoclimat.fr         |                             |                             |                             |                             |                             |                             |                             |                             |                             |                             |                             |                             |                             |

## 行政区划
拉莫特伯夫龙的市镇编号为41106，邮政编号为41600。
在行政管理方面，拉莫特伯夫龙隶属于法国中央-卢瓦尔河谷大区卢瓦-谢尔省罗莫朗坦-朗特奈区；在地方选举方面，拉莫特伯夫龙隶属于索洛涅县，其市镇范围全境被划入卢瓦-谢尔省第二选区；在社会管理方面，拉莫特伯夫龙是索洛涅之心市镇公共社区的办公驻地。
截至2023年6月，拉莫特伯夫龙市镇范围内暂无任何城市敏感街区及城市政策优先街区。
法国国家统计与经济研究所（简称）在进行数据统计时，将拉莫特伯夫龙单独设为拉莫特伯夫龙城市核心区（Unité urbaine de Lamotte-Beuvron），未将拉莫特伯夫龙划入任何城市区（Aire urbaine）。自2020年起，拉莫特伯夫龙被划入包含136个市镇的奥尔良城市辐射区代替。此外，还将拉莫特伯夫龙市镇整体看作一个“块区”（IRIS），以便于统计人口分布情况。

## 交通

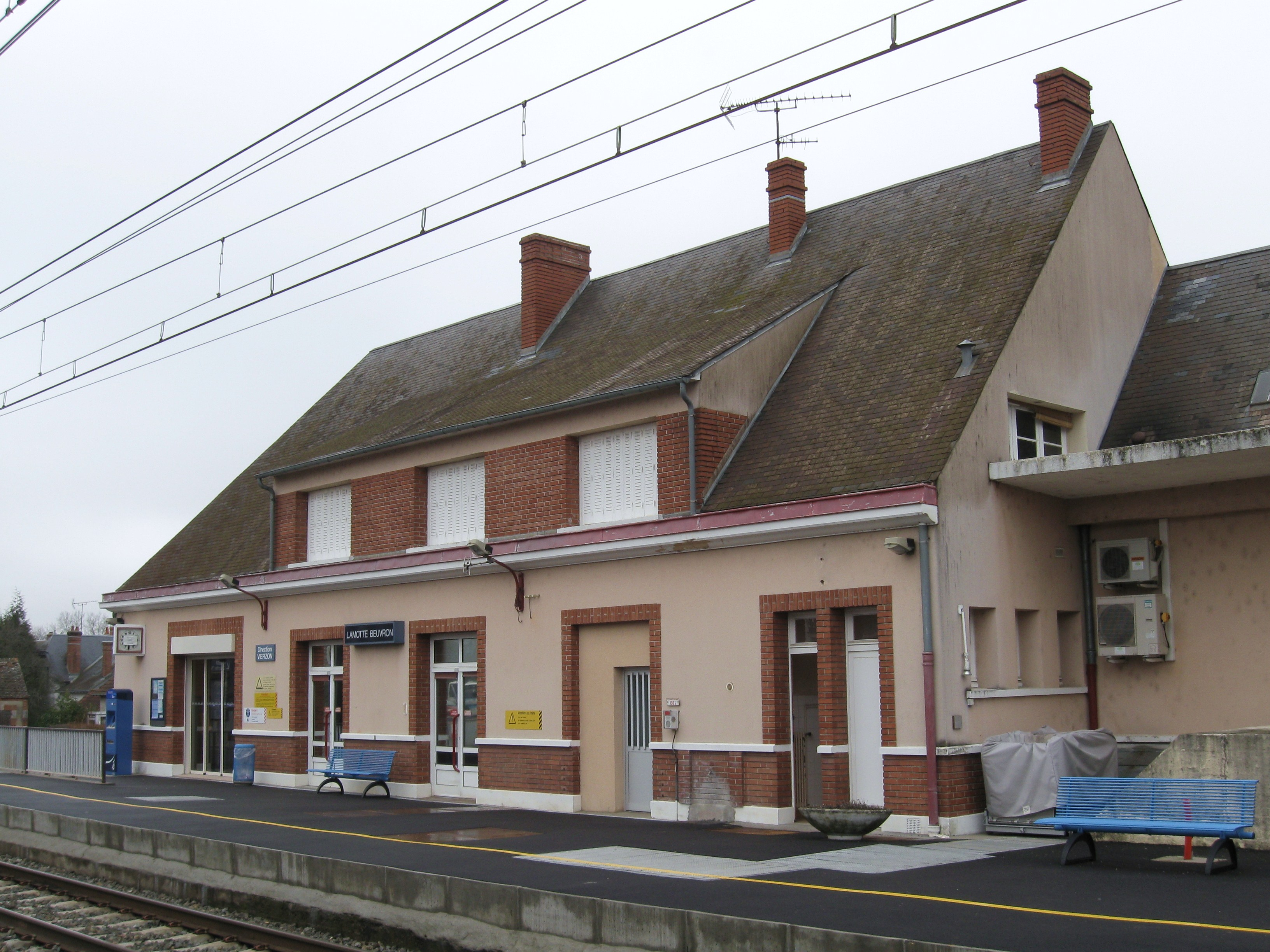
拉莫特伯夫龙站主站房

### 公路
A71高速公路经过拉莫特伯夫龙市区西部，通过3号出入口连接市区；卢瓦-谢尔省省道D29线、D35线、D923线和D2020线在拉莫特伯夫龙境内交汇。中央-卢瓦尔河谷大区下属的城际客运提供巴士线路，可前往周边部分市镇。
| 3 | 4 |

| 布卢瓦 | 61 |

| 圣欧班堡 | 15 |

| 萨尔布里 | 20 |

| 努昂勒菲兹利耶 | 8 |

| 卢瓦尔河畔叙利 | 36 |

| 拉伊昂瓦勒 | 36 |

2019年，71.8%的拉莫特伯夫龙家庭拥有至少一辆私人汽车。2019年，拉莫特伯夫龙境内共发生各类交通事故1起，造成1人重伤。

### 铁路
拉莫特伯夫龙位于莱索布赖－蒙托邦铁路上。拉莫特伯夫龙站位于市区西部，停靠往返于奥尔良和维耶尔宗一线的区域列车，部分班次可向南直达布尔日、讷韦尔及沙托鲁。

### 航空
距离拉莫特伯夫龙最近的民用航空站为121公里外的图尔卢瓦尔河谷机场。

### 城市公共交通
截至2023年6月，拉莫特伯夫龙暂无城市公共交通系统。

## 政治

### 市政内阁

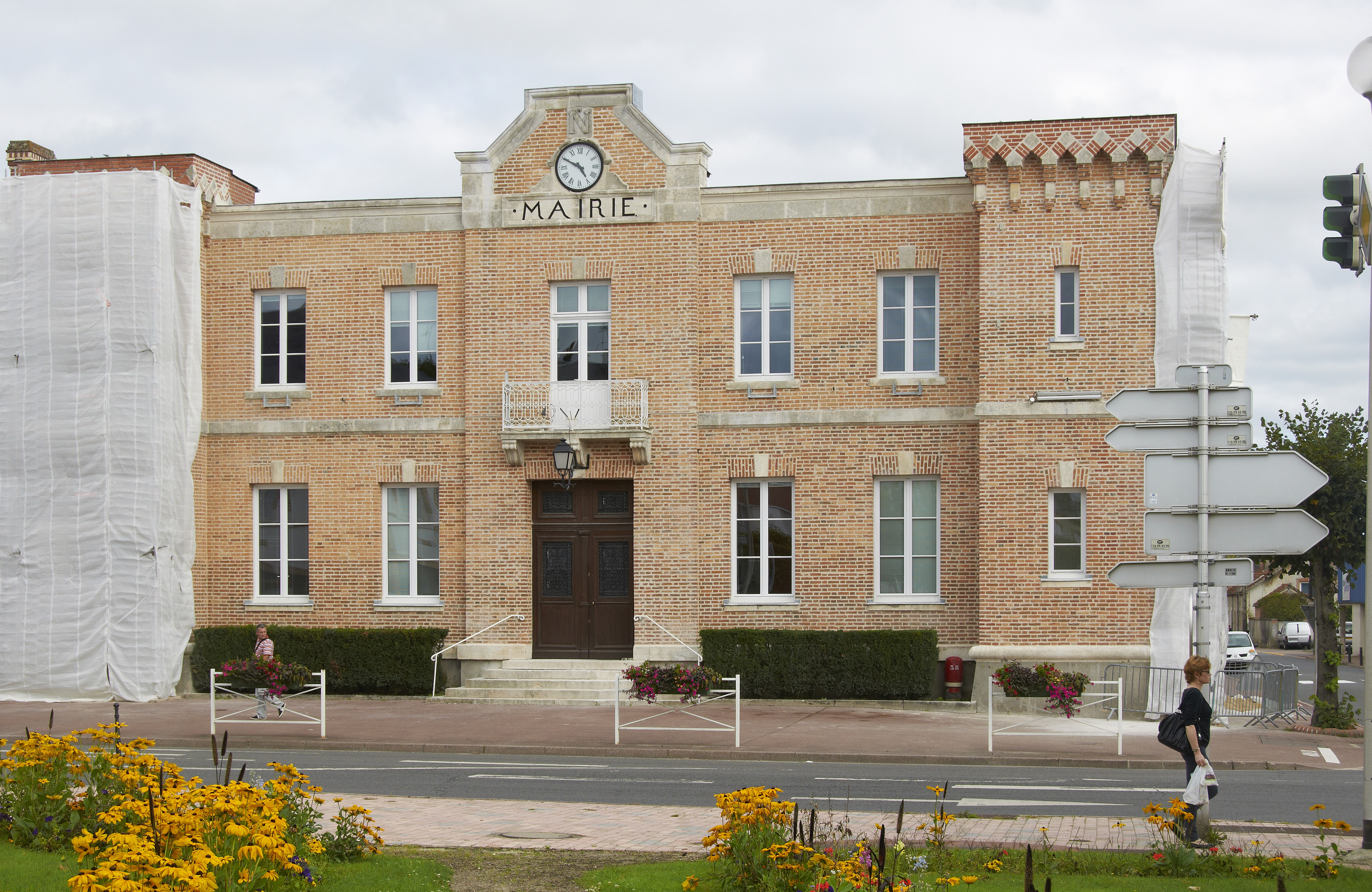
拉莫特伯夫龙市政厅

拉莫特伯夫龙的现任市长为帕斯卡·比尤拉克先生（Pascal BIOULAC），他是一名右翼无党派人士，在2020年的市政选举中获得了82.25%的支持率。
| 拉莫特伯夫龙历届市长 | 拉莫特伯夫龙历届市长                        | 拉莫特伯夫龙历届市长             |
| 任期                 | 市长                                        | 党派                             |
| -------------------- | ------------------------------------------- | -------------------------------- |
| 1944年－1945年       | Georges SEMARD 乔治·塞马尔                  | 不详                             |
| 1945年－1947年       | Lucien TRIMOULET 吕西安·特里穆莱            | 不详                             |
| 1947年－1965年       | Georges SIMON 乔治·西蒙                     | 不详                             |
| 1965年－1977年       | Alfred COMPAGNON 阿尔弗雷德·孔帕尼翁        | 不详                             |
| 1977年－1982年       | Philippe MOUNIER 菲利普·穆尼耶              | 不详                             |
| 1982年－2001年       | Patrice MARTIN-LALANDE 帕特里斯·马丁-拉朗德 | RPR保衛共和聯盟                  |
| 2001年－2008年       | Robert SÈVRES 罗贝尔·塞夫尔                 | RPR保衛共和聯盟 →UMP人民运动联盟 |
| 2008年－2014年       | Alain BEIGNET 阿兰·贝涅                     | PS社会党                         |
| 2014年－             | Pascal BIOULAC 帕斯卡·比尤拉克              | LR共和黨 →DVD右翼无党派人士      |

### 各级选举
| 拉莫特伯夫龙历届投票选举结果 | 拉莫特伯夫龙历届投票选举结果 | 拉莫特伯夫龙历届投票选举结果 | 拉莫特伯夫龙历届投票选举结果 | 拉莫特伯夫龙历届投票选举结果 | 拉莫特伯夫龙历届投票选举结果 | 拉莫特伯夫龙历届投票选举结果 | 拉莫特伯夫龙历届投票选举结果 | 拉莫特伯夫龙历届投票选举结果 | 拉莫特伯夫龙历届投票选举结果 |
| 选举项目                     | 选举范围                     | 选区单位                     | 选区单位内的选举结果         | 选区单位内的选举结果         | 选区单位内的选举结果         | 选区单位内的选举结果         | 选区单位内的选举结果         | 选区单位内的选举结果         | 参考资料                     |
| 选举项目                     | 选举范围                     | 选区单位                     | 第一轮胜出者                 | 第一轮胜出者                 | 支持率                       | 第二轮胜出者                 | 第二轮胜出者                 | 支持率                       | 参考资料                     |
| ---------------------------- | ---------------------------- | ---------------------------- | ---------------------------- | ---------------------------- | ---------------------------- | ---------------------------- | ---------------------------- | ---------------------------- | ---------------------------- |
| 2017年法國總統選舉           | 法國                         | 市镇                         |                              | 弗朗索瓦·菲永                | 24.07%                       |                              | 埃马纽埃尔·马克龙            | 61.84%                       | [ 21 ]                       |
| 2017年法国立法选举           | 卢瓦-谢尔省第二选区          | 市镇                         |                              | 纪尧姆·佩尔捷                | 40.36%                       |                              | 纪尧姆·佩尔捷                | 62.89%                       | [ 21 ]                       |
| 2019年欧洲议会选举           | 法國                         | 市镇                         |                              | 若尔当·巴尔代拉              | 24.4%                        | （不适用）                   | （不适用）                   | （不适用）                   | [ 23 ]                       |
| 2021年法国省级选举           | 卢瓦-谢尔省                  | 县                           |                              | 帕斯卡·比尤拉克 阿涅丝·蒂博  | 62.81%                       |                              | 帕斯卡·比尤拉克 阿涅丝·蒂博  | 79.22%                       | [ 24 ]                       |
| 2021年法国省级选举           | 卢瓦-谢尔省                  | 市镇                         |                              | 帕斯卡·比尤拉克 阿涅丝·蒂博  | 72.33%                       |                              | 帕斯卡·比尤拉克 阿涅丝·蒂博  | 86.73%                       | [ 24 ]                       |
| 2021年法国大区选举           |                              | 市镇                         |                              | 尼古拉·福里西耶              | 29.79%                       |                              | 尼古拉·福里西耶              | 32.52%                       | [ 25 ]                       |
| 2022年法国总统选举           | 法國                         | 市镇                         |                              | 埃马纽埃尔·马克龙            | 29.87%                       |                              | 埃马纽埃尔·马克龙            | 55.11%                       | [ 21 ]                       |
| 2022年法国立法选举           | 卢瓦-谢尔省第二选区          | 市镇                         |                              | 帕斯卡·比尤拉克              | 47.85%                       |                              | 埃马纽埃尔·沙普洛            | 55.22%                       | [ 21 ]                       |

## 人口
2020年，拉莫特伯夫龙市镇人口数量为4,611，在法国排名第2,414位。其中男性2,182人，女性2,485人，75岁及以上人口占13.7%，外籍人口数量为148人，人口密度为198人/平方公里，当地居民被称为（男性）或（女性）。2020年，拉莫特伯夫龙境内出生31人，死亡人口51人。
| 拉莫特伯夫龙1901年－2020年人口变化情况 |
|                                        |
| 数据来源：Cassini、INSEE               |

## 经济
拉莫特伯夫龙是一个区域性的中心城市。截至2023年6月，拉莫特伯夫龙市镇范围内共有各类用人单位（包含自雇）539家，平均历史为17年，其中99.65%为中小型企业（PME），2023年4月至6月间，当地的经济活力指数为0。（工程设计）、（医疗运输）及（装修）是当地2021年营业额最高的三个企业，分别为4,129,883欧元、1,248,161欧元和988,818欧元。

## 财政与居民收入
2021年，拉莫特伯夫龙的财政收入总额为5,336,090欧元，财政支出总额为4,650,430欧元，当年的债务总额为3,457,850欧元。2021年，拉莫特伯夫龙市镇通过增值税获得224,350欧元的收入，此外当地还共获得了498,090欧元的国家直接财政补助。
2020年，拉莫特伯夫龙的人均月收入总额为2,073欧元，其中高级职员为3,851欧元，低于法国平均水平（4,230欧元）；中级职员为2,406欧元，低于法国平均水平（2,411欧元）；普通职员为1,665欧元，亦低于法国平均水平（1,740欧元）。
2019年，拉莫特伯夫龙境内的贫困率为10%，青壮年（15至64岁）失业率为14.3%；当地48.1%的家庭拥有纳税资格，平均纳税2,278欧元，低于法国平均水平（3,910欧元）。

## 社会事务

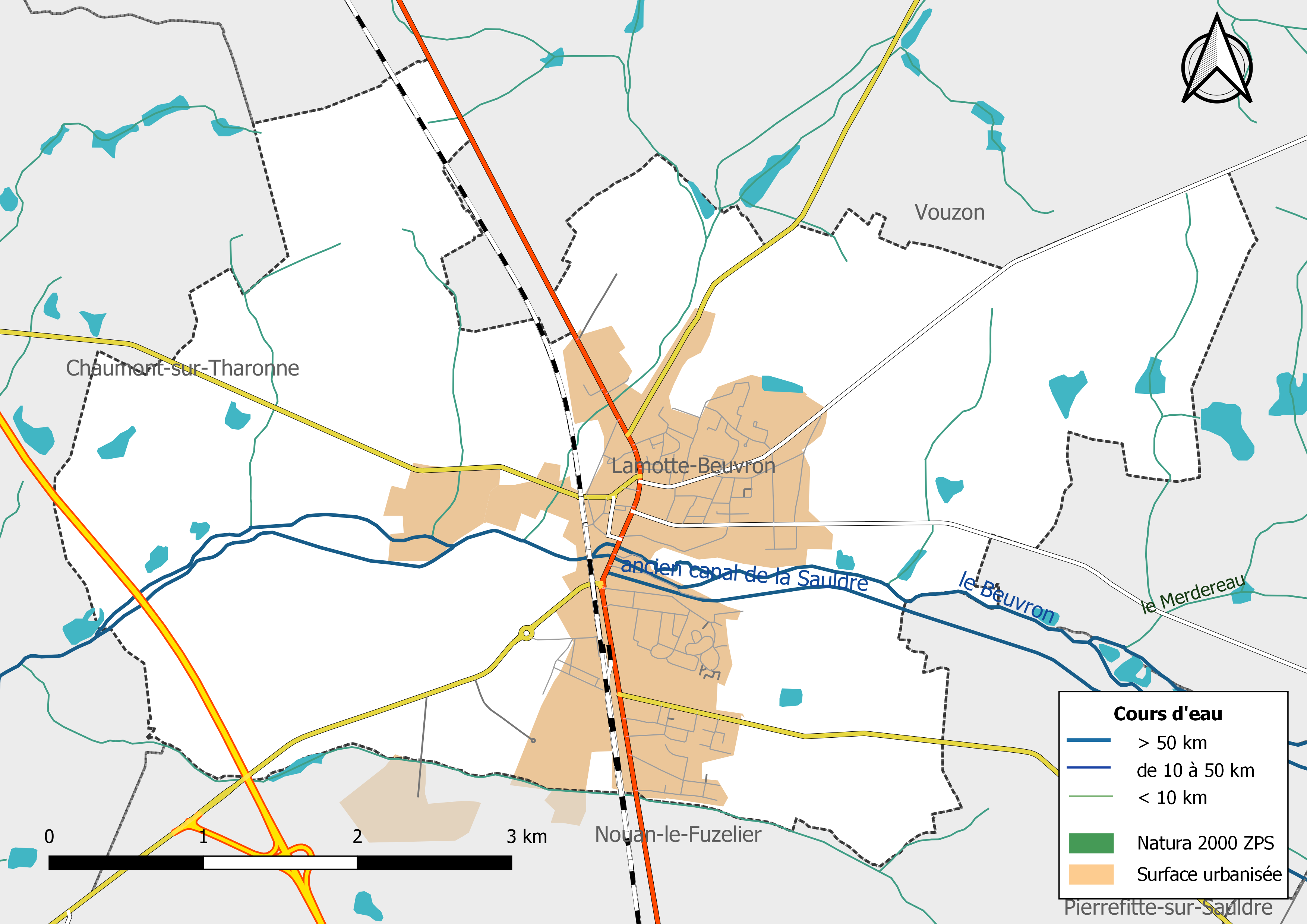
拉莫特伯夫龙土地利用情况地图

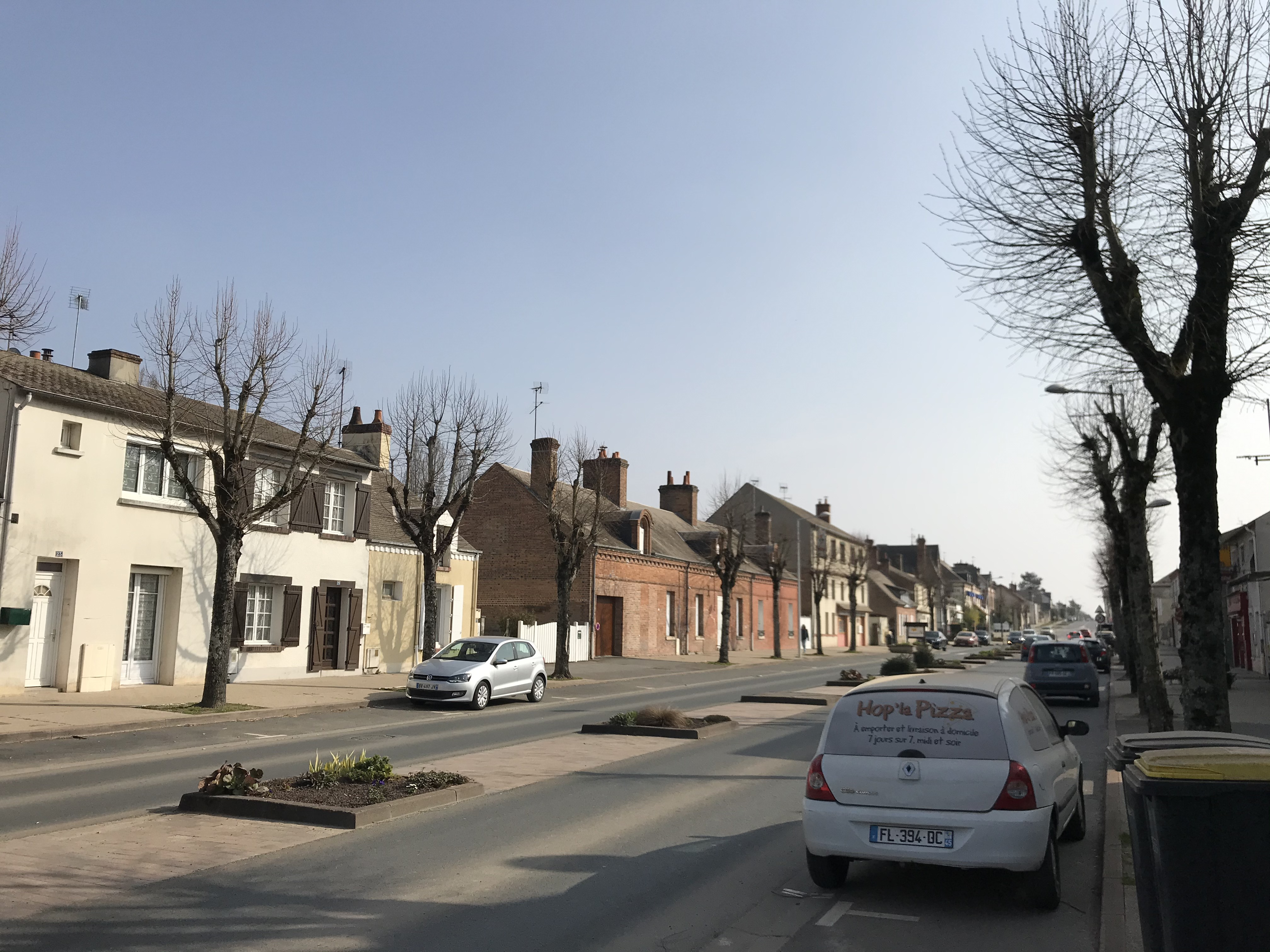
共和国大街

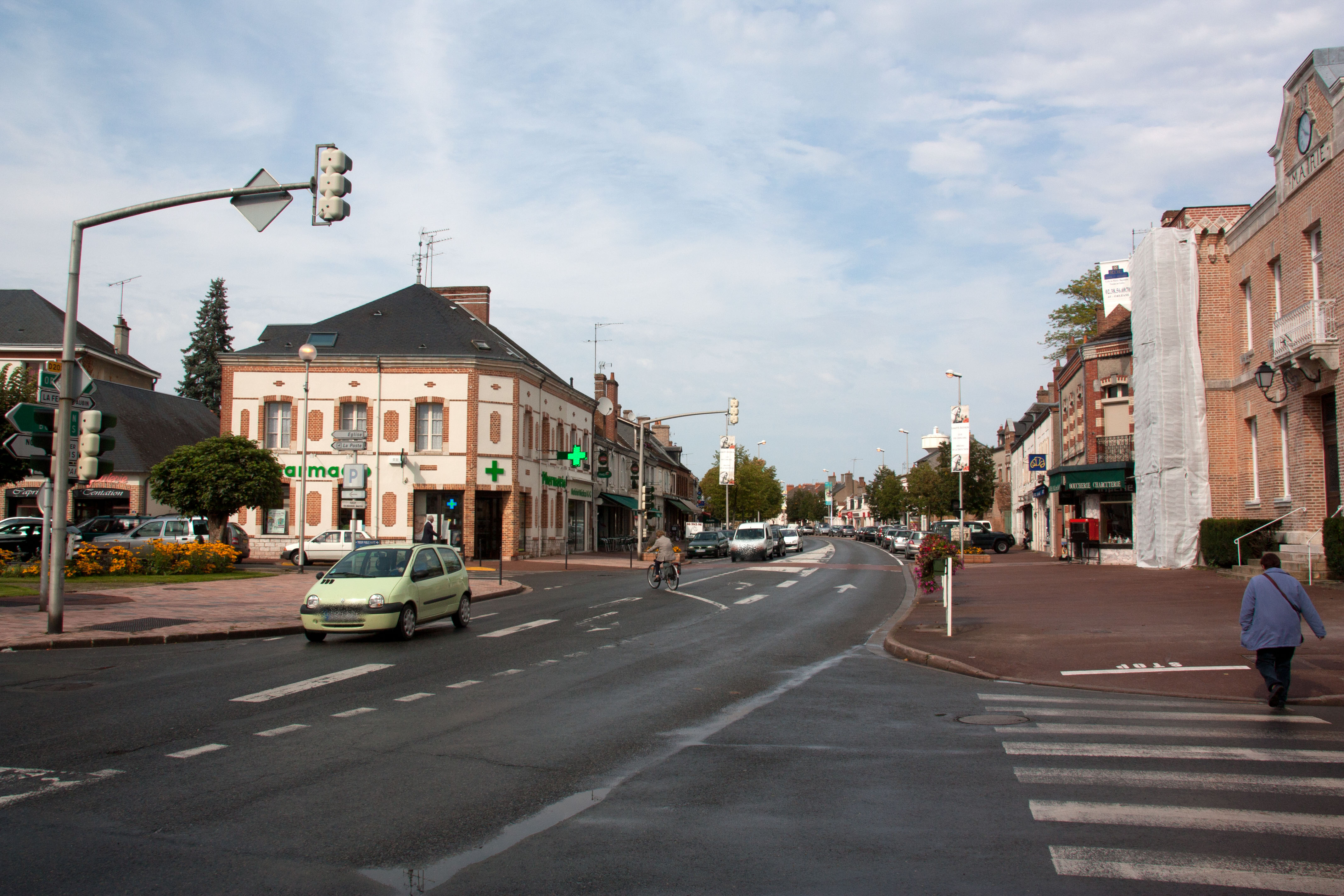
市府街口

### 教育
拉莫特伯夫龙属于奥尔良-图尔学区。截至2021年1月1日，拉莫特伯夫龙境内共有1所幼儿园、2所小学、1所初级中学和1所职业高中。2021至2022学年度，拉莫特伯夫龙境内共有在校中等教育阶段学生497名。

### 医疗
截至2021年1月1日，拉莫特伯夫龙境内共有全科医生6名、保健师8名、牙医1名、护士5名、眼科医生1名和助产士1名。境内共有药房2家、残疾人帮扶中心0家。
索洛涅医疗院（Institut Médical de Sologne）成立于1954年，是一家位于拉莫特伯夫龙的私立医疗机构
距离拉莫特伯夫龙最近的区域性医疗机构为奥尔良大区中心医院，其主病区河源医院（Hôpital La Source）位于奥尔良河源街区，距离拉莫特伯夫龙市区的正常车程大约25分钟，该院设有床位1,752个，是当地规模最大的公立综合性医院。

### 住房
2019年，拉莫特伯夫龙境内共有各类住房2,524套，其中78.0%为独立式居民区，21.6%为集中式居民区。常住房屋占拉莫特伯夫龙市镇范围内居民建筑总量的83.0%。
在住房保障政策方面，2021年，拉莫特伯夫龙境内共有326户家庭获得了住房经济补助，受益人数占总人口数量的7.1%，其中296份为房租补助。

### 商业
2021年，拉莫特伯夫龙境内共有各类实体商铺101家，其中餐厅7家、大型超市2家、杂货店2家、面包房4家、肉铺5家、书店1家、装饰品店1家、银行门店4家、美容美发店8家、汽车维修店6家。市中心建有一家家乐福超市，市区南部则建有Intermarché大型购物商场。

### 体育
2021年，拉莫特伯夫龙境内共有1家游泳池、2间体育馆、2处网球场、1处马术场以及1处足球或橄榄球场。
截至2023年6月，努昂-拉莫特体育联盟（Association sportive Nouan Lamotte，编号552107）是拉莫特伯夫龙境内唯一的一家注册足球俱乐部，其主队2022至2023赛季参加卢瓦-谢尔省足球联赛甲组（法国第九级别），其主场为莱布吕耶尔球场（Stade des Bruyères）。

### 环境
拉莫特伯夫龙的环境事务由其所属的索洛涅之心市镇公共社区联合各级政府协调负责。2021年，拉莫特伯夫龙境内共有2家污染企业。

### 治安
2021年，拉莫特伯夫龙市镇范围内有1处宪兵队。
拉莫特伯夫龙及其附近的共76个市镇是罗莫朗坦-朗特奈国家宪兵队（zone gendarmerie de Romorantin-Lanthenay）的管辖范围。2020年，该宪兵队累计记录各类案件3,240起，其中盗窃类案件1,545起，经济类案件504起，毒品交易类案件57起。

## 文化

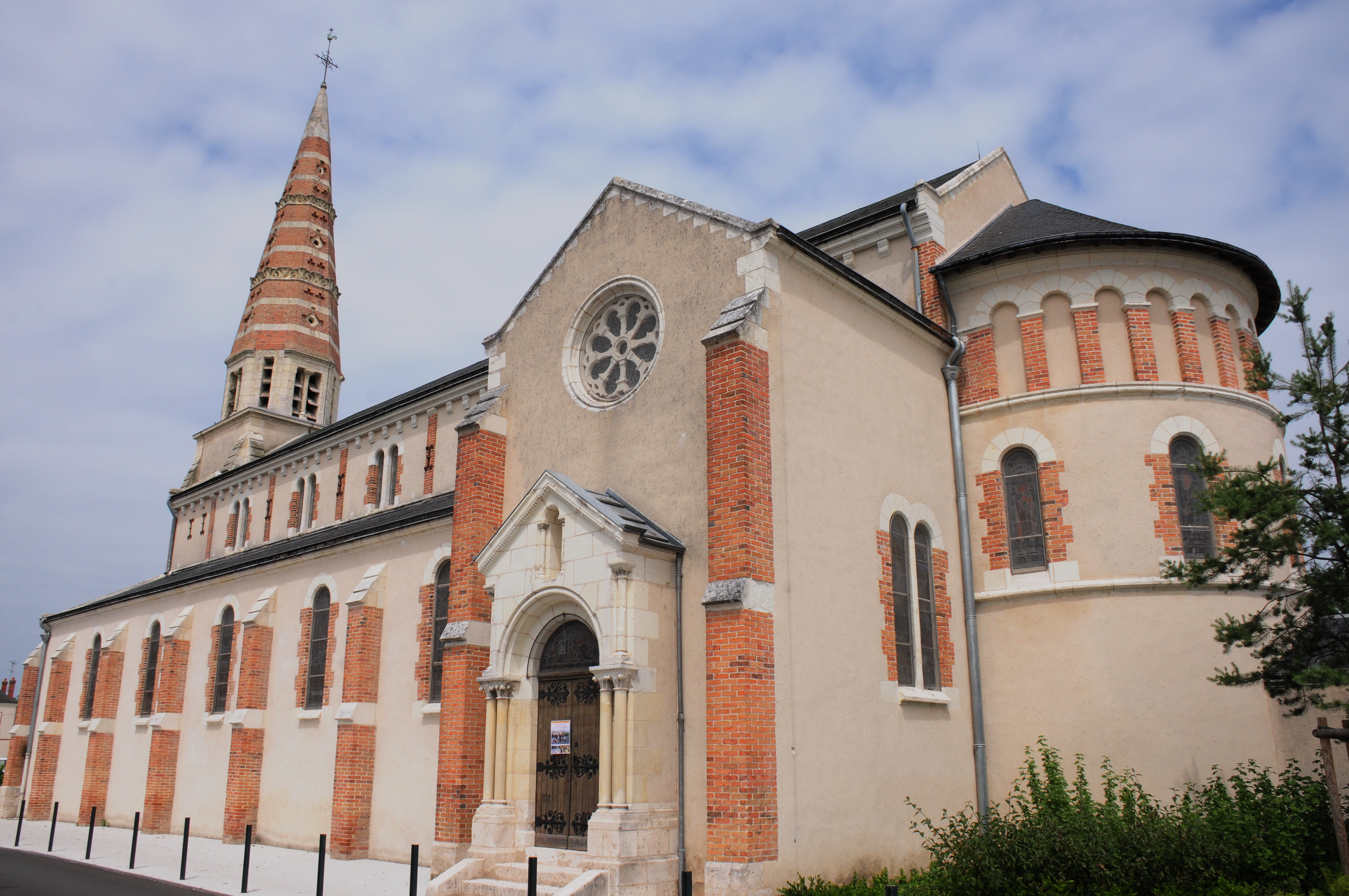
圣安娜教堂

2021年，拉莫特伯夫龙境内有1家电影院。拉莫特伯夫龙市政府提供多媒体中心，每周一至五向公众开放。

### 建筑
拉莫特伯夫龙境内有多处历史建筑，其中圣安娜教堂为法国国家文物保护单位。

### 旅游
拉莫特伯夫龙的旅游事务由其所属的索洛涅之心市镇公共社区负责。2022年，拉莫特伯夫龙境内共有2家酒店共计27间房间。

### 媒体
法国主要的媒体均可在拉莫特伯夫龙接收，法国电视三台下属的中央-卢瓦尔河谷大区频道在部分时段播出拉莫特伯夫龙所在卢瓦-谢尔省的地方新闻。图尔卢瓦尔河谷电视台和《中西部新共和国》是当地的主要地方媒体，两者总部均位于图尔。此外当地的地方性媒体还有震动广播、蓝色法兰西奥尔良广播等。

## 相关人物
法国兽医学家莱奥波尔德·特拉斯博出生于拉莫特伯夫龙。

## 友好城市
截至2023年6月，拉莫特伯夫龙共与两座城市建立了友好城市关系：
- Tiébissou
- 美国 巴黎